# Pilar Villuendas Andrés
Pilar Villuendas Andrés és una pintora i dissenyadora gràfica catalana nascuda a Madrid, que viu a Barcelona des de 1968.
El 1980, amb Josep Ramon Gómez creen un estudi de disseny i comunicació visual ubicat a Barcelona. Va ser l'autora de la col·lecció oficial de cartells de les instal·lacions olímpiques de Barcelona'92. També va participar en el 45è aniversari del Saló Graphispag de la Fira de Barcelona, on es van crear juntament amb uns altres 46 dissenyadors, una col·lecció de cartells per a reivindicar el futur de la comunicació impresa sobre el paper o sobre qualsevol altre suport, en plena era d'Internet i de les noves tecnologies.
Villuendas sempre ha estat molt implicada amb l'àmbit sociocultural i amb la defensa de la dona. Va ser l'autora de la col·lecció oficial de cartells de les instal·lacions olímpiques de Barcelona'92. Gràcies a aquest esdeveniment, el disseny es va convertir en el centre de la nova imatge de la ciutat, i en el catalitzador d'importants aspectes culturals, tecnològics i industrials.
El Museu del Disseny de Barcelona conserva una mostra dels seus dissenys. Així mateix, Pilar Villuendas va ser una de les dissenyadores presents a l'exposició Som aquí. Les dones en el disseny 1900-avui, organitzada per aquest museu el 2023, que recuperava les dissenyadores pioneres dels anys 1960, 1970 i 1980 a Catalunya.

## Publicacions
- "Barcelona, una iconografia urbana de la Transició", La donació Villuendas + Gòmez.[8]
- "Quaderns de divulgació cultural. Nomenclàtor de Confecció i calçat". Disseny i documentació gràfica: Pilar Villuendas.[9]
- "Constel·lació FAD 2003" Any del Disseny 2003.[10]
- "Women Made. Dones dissenyadores de Catalunya i Balears".[11][12]
- Pel dret a l'avortament! Com als anys 70. Per Pilar Aymerich.[13]
- Dones dissenyadores, una mirada a la professió.[14]
- Els Transports a l'àrea de Barcelona. Disseny de Pilar Villuendas i Josep Ramon Gòmez.[15]